# Mníšek nad Popradom
Mníšek nad Popradom (allemand : Einsiedel am Popper ) est un village de Slovaquie situé dans la région de Prešov.

## Histoire
Première mention écrite du village en 1323.

## Démographie

### Évolution de la population
| Année:               | 1994. | 2004.   | 2014.   | 2024.   |
| -------------------- | ----- | ------- | ------- | ------- |
| Nombre de personnes: | 664   | 682     | 647     | 592     |
| Différence:          |       | +2,71 % | -5,13 % | -8,50 % |

| Année:               | 2023. | 2024.   |
| -------------------- | ----- | ------- |
| Nombre de personnes: | 596   | 592     |
| Différence:          |       | -0,67 % |